# Louis Bobé
Louis Theodor Alfred Bobé (* 21. April 1867 in Kopenhagen; † 28. August 1951 in Dronningmølle, Esbønderup Sogn) war ein dänischer Historiker und Hochschullehrer deutscher Herkunft. Er forschte vor allem zu dänischem Adel und Burgen, der Goethezeit, war als Epistolograf tätig und wirkte entscheidend an der grönländischen Geschichtsschreibung mit.

## Leben

### Ausbildung und Forschung in Dänemark
Louis Bobé war der Sohn des französischstämmigen in Naumburg (Saale) geborenen deutschen Schmuckwarenfabrikanten Oscar Maximilian Bobé (1829–1901) und der Dänin Johanne Louise Jensen (1831–1910).  
Nach dem Schulabschluss 1886 begann Louis Bobé ein Studium in Sprache und Literatur an der Universität Kopenhagen, das er jedoch abbrach. Er begann jedoch Interesse an Geschichte zu entwickeln und begann im Rigsarkivet Forschungen zu betreiben. 1888 veröffentlichte er eine Abhandlung über den Brand im Opernhaus von Schloss Amalienborg am 19. April 1689. 1890 zog er zum Schloss Brahetrolleborg, um eine Biografie über den Schriftsteller Jens Immanuel Baggesen zu schreiben, die er jedoch nie fertigstellte. Durch den Kontakt mit dem Schlossbesitzer Christian Einar Reventlow konnte er jedoch auf den anderen Reventlowschen Gütern Briefe sammeln, mit denen er die Kulturströmungen von 1770 bis 1830 beschreiben konnte. Ab 1891 erforschte er im Auftrag von Christian Ahlefeldt-Laurvig die Familiengeschichte der Familie Ahlefeldt. Er heiratete am 19. August 1894 in Hedeby die aus Altona stammende spätere Deutschlehrerin Ernestine „Erna“ Emma Lisette Sieh (1870–1934), Pflegetochter des Bankleiters Nicolaus Friedrich Sieh (1823–1909) und seiner Frau Margaretha Sophie Horn (1833–1913). 1896 war er am Hof von Carl Alexander von Sachsen-Weimar-Eisenach, um mehr über die Goethezeit zu erfahren. Von 1898 bis 1905 war er Assistent am Rigsarkivet, aber kündigte wegen persönlicher Differenzen mit Reichsarchivar Vilhelm Adolf Secher. Anschließend führte er zahlreiche Studienreisen, teilweise zusammen mit Christian Einar Reventlow durch, die ihn bis nach Tunesien führten. Nebenher war er von 1905 bis 1910 Sekretär in der Dänischen Schriftstellervereinigung. 1910 wurde promovierte er mit einer Abhandlung über die Schriftstellerin Friederike Brun. Von 1911 bis 1918 war er Lehrer an der Offiziersschule und lehrte außerdem als Universitätsdozent Deutsche Sprache und Literatur und Paläografie.

### Fokus auf Grönland
Von 1912 bis 1915 bereiste er die gesamte Westküste Grönlands von Upernavik bis zum Kap Farvel, ursprünglich auf den Spuren von Hans Egede. Zusammen mit dem Zoologen Adolf Severin Jensen hatte er 1913 die Idee, ein neues topografisches Nachschlagewerk über Grönland zu verfassen. Zu diesem Zweck sammelte er auf seiner Reise alte Archivalien in den grönländischen Kolonien, was in der Gründung der beiden grönländischen Landesarchive in Qeqertarsuaq und Nuuk resultierte. Zusammen mit Jensen, Georg Carl Amdrup und Hans Peder Steensby war er Redakteur des so entstandenen 1921 herausgegebenen zweibändigen Werks Grønland i tohundredeaaret for Hans Egedes landing, zu dem er obendrein noch alle Geschichtskapitel zu den Kolonien Südgrönlands beisteuerte.
Ab 1905 war er Mitglied der königlich-dänischen Gesellschaft für die Geschichte und Sprache des Vaterlands. Von 1917 bis 1948 war er Vorsitzender der Gemeinschaft für dänische Genealogie und Personalgeschichte. 1921 wurde er zum Königlichen Ordenshistoriografen ernannt. Von 1921 bis 1924 war er Vorsitzender von Det Grønlandske Selskab. Als Mitglied des Scoresbysundkomitees von 1922 war er entscheidend an der Gründung von Ittoqqortoormiit beteiligt. Darüber hinaus war er von 1931 bis 1933 Mitglied der Ostgrönlandkommission, die wegen des dänisch-norwegischen Territorialstreits um Ostgrönland gegründet wurde. 1910 wurde er zum Ritter des Dannebrogordens ernannt. 1922 wurde er Dannebrogsmand. 1933 wurde er Kommandeur 2. Grades und 1937 Kommandeur 1. Grades. Nach dem Tod seiner Ehefrau heiratete er am 27. Januar 1936 in Kopenhagen in zweiter Ehe Carla Lisette Emilie Severin Nielsen verw. Salomon (1877–1958), Tochter des Dekorationsmalers Oluf Severin Nielsen (1852–1933) und seiner Frau Lisette Mathilde Schuster (1854–1929). Er starb 1951 im Alter von 84 Jahren in Dronningmølle und wurde in Kopenhagen bestattet.

### Autorschaft
Louis Bobé veröffentlichte Zeit seines Lebens fast 1200 wissenschaftliche Arbeiten. Von 1895 bis 1897 gab er die Memoiren von Detlev von Ahlefeldt heraus. Von 1895 bis 1932 veröffentlichte er neun Bände zu den Reventlowschen Briefsammlungen. Daneben veröffentlichte er weitere Abhandlungen über Briefwechsel. Mehrere seiner Werke behandeln die Schriftstellerin Charlotte Dorothea Biehl. Von 1897 bis 1912 gab er seine auf jahrelanger Forschung beruhende Familiengeschichte der Ahlefeldts in sechs Bänden heraus. 1898 schrieb er ein Buch über die Dänemarkreise des Aufklärers Johann Caspar Lavater. 1899 veröffentlichte er die dreihundertjährige Geschichte des Adeligen Frauenstifts Roskilde. 1909 schrieb er ein Werk über Schloss Brahetrolleborg und über die Expeditionsgeschichte Grönlands im 16. Jahrhundert. Im selben Jahr gab er Jens Baggesens Labyrinthen heraus und 1911 Johannes Ewalds Levnet og Meninger. 1914 gab er die Beschreibung Südgrönlands von Egill Þórhallason heraus und 1915 die Berichte von Lars Dalager. Ab 1917 war er Mitherausgeber des Jahrbuchs des Dänischen Adels. 1919 veröffentlichte er ein Werk über Schloss Frederiksborg. 1920 schrieb er zwei Bücher über die Holmens Kirke. Er war 1922/23 Herausgeber des dreibändigen Werks Danske Herregaarde, ein Nachschlagewerk zu dänischen Schlössern. 1925 gab er die Aufzeichnungen von Hans Egede heraus. Im selben Jahr schrieb er über die die deutsche Kirchengemeinde St. Petri in Kopenhagen, zu der er selbst gehörte. 1927 gab er die Tagebücher von Peder Olsen Walløe (1716–1793) heraus. Als letztes großes Werk erschien 1936 die über 320 Jahre abdeckende Urkundensammlung zu Grönland.

## Werke (Auswahl)
- 1895–1932: Efterladte Papirer fra den Reventlow'ske Familiekreds (neun Bände)
- 1897–1912: Slægten Ahlefeldts Historie (sechs Bände)
- 1898: Johan Caspar Lavaters Rejse til Danmark 1793
- 1899: Roskilde adelige Jomfrukloster 1699–1899
- 1900: Statsminister Conrad Greve Rantzau-Breitenburgs Erindringer fra Kong Frederik Vls Tid
- 1901–1919: C. D. Biehls Breve om Christian VII (zwei Bände)
- 1909: Aktstykker til Oplysning om Grønlands Besejling 1521–1607
- 1919: Die Ritterschaft in Schleswig-Holstein von der ältesten Zeit bis zum Ausgang des Römischen Reiches 1806
- 1921: Grønland i tohundredeaaret for Hans Egedes landing (zwei Bände)
- 1922/23: Danske Herregaarde (drei Bände)
- 1925: Die deutsche St. Petri Gemeinde zu Kopenhagen
- 1936: Diplomatarium Groenlandicum 1492–1814
- 1940: Charlotte Amalie. Königin zu Dänemark, Prinzessin zu Hessen-Cassel und die Anfänge der Deutsch und Französisch Reformierten Kirche zu Kopenhagen
- 1950: De kongelige danske Ridderordener og Medailler